# Paid to click
Paid to click (PTC) is een online bedrijfsmodel waarbij gebruikers op advertenties kunnen klikken en hier voor een bepaalde tijd naar moeten kijken. De gebruiker ontvangt daarvoor vervolgens een geldbedrag. Een PTC-website fungeert als een tussenpersoon tussen de bezoeker van de site, oftewel de consument, en de adverteerder. De adverteerder betaalt om te mogen adverteren op de PTC-website, een deel van dit bedrag gaat naar de consument zodra hij de advertentie bekijkt.
Er zijn ook veel scamsites op het web die misbruik maken van het PTC-systeem.